# Cirolana yunca
Cirolana yunca is een pissebed uit de familie Cirolanidae. De wetenschappelijke naam van de soort is voor het eerst geldig gepubliceerd in 2000 door Botosaneanu & Iliffe.